# 三工社
株式会社三工社（さんこうしゃ）は、東京都渋谷区に本社を置く踏切機器を中心とする電気機器メーカーである。

## 概要
- 企業名　株式会社三工社
- 沿革　1926年（大正15年）7月　設立
- 代表者　代表取締役社長　宗方　江一郎
- 本社所在地　東京都渋谷区幡ヶ谷2-37-6

踏切機器のメーカーで大正15年7月に合資会社として設立して以来、鉄道用信号機を作っている会社で昭和20年1月に株式会社となった。
1990年よりLED式警報機が製造され始めたが、点検釜が設置されていないために劣化が激しく交換されつつある。そのような反省点から1997年～2001年まで製造されたLHT型より点検釜が設置され2002年よりマイナーチェンジでレンズ模様が太くなったり四角い本体となった。ちなみに故障表示装置付列車進行指示表示器や大型ポール直付け式LED警報機（OH-300N型）などが主力商品となっている。